# Гідрогеохімічна зйомка
Зйо́мка гідрогеохімі́чна (Знімання гідрогеохімічне), (рос. съемка гидрогеохимическая, англ. hydrogeochemic survey, нім. hydrogeochemische Aufnahme f – один з основних методів вивчення геохімічних особливостей підземних вод. Окрім геохімічного типу, вмісту мікроелементів, газів мінералізації та ін. фіз. та хім. параметрів вод, вивчаються геологічні, структурні, фізико-географічні, техногенні та ін. фактори формування складу вод. З.г. проводиться, як правило, в масштабах 1:200 000-1:10 000. Результатом З.г. є прогнозні гідрогеохімічні карти, за якими оцінюють можливість виявлення різних видів корисних копалин в межах гідрогеохімічних прогнозних зон, ділянок, вузлів тощо.